# HD 70013
HD 70013，又名BD+04 1954，SAO 116630、HR 3269，是一颗恒星，视星等为6.05，位于銀經219.71，銀緯21.43，其B1900.0坐标为赤經8h 14m 34.4s，赤緯+4° 21.43′ 45″。